# Mörrumsåns dalgång
Mörrumsåns dalgång är ett naturreservat i Asarums och Ringamåla socknar i Karlshamns kommun och Kyrkhults socken i Olofströms kommun i Blekinge.
Reservatet är skyddat sedan 2008 och omfattar 299 hektar. Området sträcker sig cirka 11 km längs Mörrumsåns båda sidor, från Svängsta i söder till Hemsjö i norr. I norr längs ån fortsätter naturreservatet Käringahejan.
Inom reservatet finns gamla kulturmarker, artrika lövskogar och urskogsliknande tallskog. Det finns många spår efter äldre tiders markanvändning, som odlingsterrasser, odlingsrösen, hamlade ädellövträd, stenmurar och fägator. Det som förr var slåtter- och åkermarker är nu till största delen betesmarker. Längs ån och på öarna växer lövskog präglad av översvämningar, så kallad svämskog. Ån är känd för sitt goda lax- och havsöringfiske.
Utmed Mörrumsån löper den 30 km långa vandringsleden Laxaleden.
Naturreservatet ingår i EU:s ekologiska nätverk, Natura 2000.